# Kulmbach
Kulmbach egy kisváros Németországban, Bajorország tartomány középső részén, Felső-Frankföld (Oberfranken) kormányzati kerületben; a település a kulmbachi járás székhelye. A város mintegy 92 négyzetkilométeres területen terül el, lélekszáma 2012-es adatok szerint valamivel több, mint 26 000 fő. Itt kezdődik Németország legjelentősebb folyóinak egyike, a Majna, a Vörös-Majna és a Fehér-Majna összefolyása révén.

## Fekvése

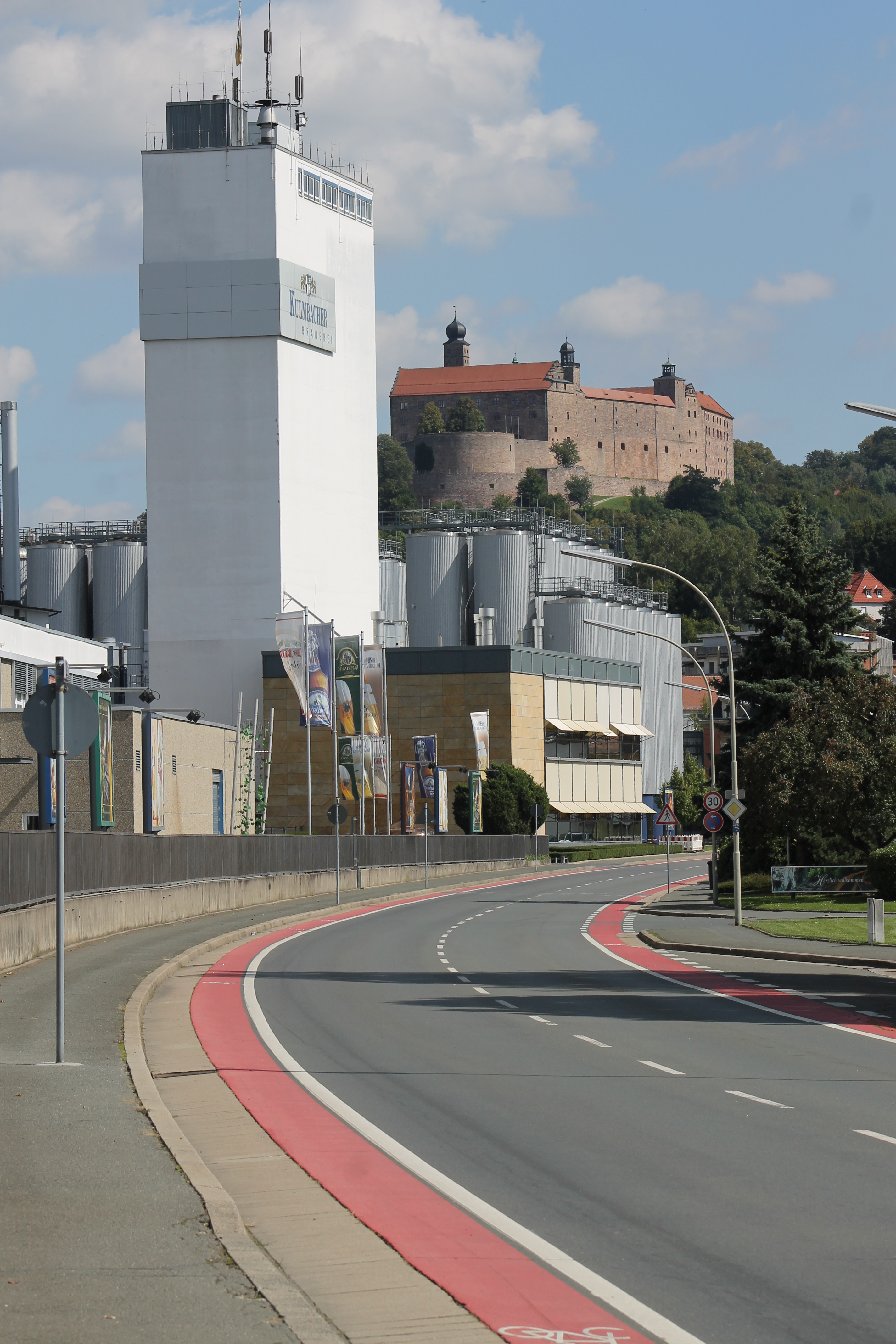
A kulmbachi sörgyár épülete a Plassenburggal

A Majna partján, a Vörös-Majna és a Fehér-Majna összefolyásánál fekszik. A legközelebbi nagyobb város Bayreuth, amelytől mintegy 25 kilométernyire található. 

## Népesség
| Lakosok száma | 4948 | 24 193 | 25 711 | 27 241 | 26 352 | 25 985 | 25 853 | 26 002 | 25 724 | 26 052 |
|               | 1875 | 1950   | 1975   | 1987   | 2012   | 2014   | 2016   | 2017   | 2021   | 2023   |

## Története
Kulmbach nevét 1035-ben említette először oklevél Kulma néven. 13. században épült erődített falai máig fennmaradtak.
A város ismert a sörgyártásáról, ezen kívül több nagy jelentőségű ipari üzem székhelye is itt található.
Sörfőző iparáról 1349-ből maradt ránk az első írásos emlék, de a város környékén az i. e. 800 tájáról is találtak Hallstatt-kor-i cserép sör-amfórákat.
A barokk stílusban, 1752-re felépült Városházához favázas házak sora vezet. 15. századi főtemploma (Petrikirche) gótikus csonka tornyát toronysisak zárja le.
A város keleti peremén, 426 m. magas dombon emelkedik Plassenburg vára, amely gótikus erődből a 16-18. század között lett reneszánsz és barokk elemeket egyesítő várkastéllyá.

## Nevezetességek
- Plassenburg nevű vára, amely többek között a világ egyik legnagyobb ólomkatona-kiállításának is helyet ad.
- Petrikirche
- Luitpold múzeum

## Településrészei
A várost 76 településrész alkotja, melyek az alábbiak.
| - Affalterhof - Aichig - Altenreuth - Ameisloch - Bärnhof - Baumgarten - Biegersgut - Blaich - Burghaig - Donnersreuth - Dörnhof - Eggenreuth - Einsiedel - Esbach - Forstlahm - Frankenberg - Frischenmühle - Gelbe Weiden - Gemlenz | - Gößmannsreuth - Grafendobrach - Grünbaum - Grundhaus - Herlas - Hitzmain - Höferänger - Höfstätten - Holzmühle - Katschenreuth - Kauernburg - Kessel - Kirchleus - Kulmbach - Lehenthal - Leuchau - Lindig - Lösau - Mangersreuth | - Melkendorf - Metzdorf - Neufang - Niederndobrach - Oberauhof - Oberdornlach - Oberkodach - Oberndorf - Oberpurbach - Oberzettlitz - Petzmannsberg - Plassenburg - Plosenberg - Pörbitsch - Priemershof - Ramscheid - Rosengrund - Rothenhügl - Rother Hügel | - Sackenreuth - Schwarzholz - Seidenhof - Steinenhausen - Steinhaus - Tiefenbach - Unterdornlach - Unterkodach - Unterpurbach - Unterzettlitz - Venetianischer Stadel - Wadel - Wehrhaus - Weiher - Weinbrücke - Welzmühle - Wickenreuth - Windischenhaig - Ziegelhütten |